# Hélène Rytmann
 Hélène Rytmann (født 15. oktober 1910; død 16. november 1980) var en fransk sociolog og modstandskæmper under 2. verdenskrig. Blandt andet sammen med franskmanden Jean Beaufret. Under krigen var hendes dæknavn "Legotien". Hun deltog blandt andet i mord på kollaboratører i Lyon, der samarbejdede med Nazityskland. Hun var af jødisk og russisk-litauisk ophav.

## Kontroverser omkring Rytmanns død
I 1946 efter krigen mødte hun den otte år yngre filosof Louis Althusser. Det blev skæbnesvangert. De blev formelt gift i midten af 1970'erne. Hun døde i 1980 omkring uafklarede omstændigheder efter at Althusser angiveligt havde givet hende halsmassage på École Normale Supérieure (Sorbonne). Hendes strubehoved var knust ved obduktionen. Ingen blev dømt. Althusser blev til gengæld indlagt på en psykiatrisk klinik hvorfra han blev udskrevet 3 år senere. I sin selvbiografi (1985) udgivet efter hans død i 1990, han karakteriserede som en "traumebiografi", noterer han, at hustruen havde ønsket at forlade ham igennem døden. Han tilføjer at han kan have stranguleret hende som et ubevidst opgør med stalinismen. Rytmann havde været kommunistisk partimedlem under krigen. Althusser blev efter mordet frosset ud af tidligere kredse, opsagt på universitetet og måtte fraflytte professorboligen på Sorbonne. Andre instanser beskrev at Rytmann ønskede at forlade Althusser efter få års ægteskab.
Althusser-autobiografiens titel "Fremtiden varer lang tid" - den har god tid, var en henvisning til Charles de Gaulles udsagn, at "fremtiden varer længe", andre kunne med Victor Hugo tilføje, at ofrene, eller "de døde, har ret".
Først i moderne tid er den franske kvindebevægelse blevet opmærksom på Rytmanns engagement under krigen.